# Абдуллах ибн Сунайян
Абдаллах ибн Сунайян (? — июль 1843) — четвёртый эмир Второго Саудовского государства (1841—1843).

## Биография
Представитель боковой линии династии Саудитов (ветвь Ас-Сунайян). Сын принца Сунайяна ибн Ибрахима и праправнук эмира Эд-Диръия Сауда I (1720—1726).
Вначале он бежал к мунтафикам в Южный Ирак. Затем Абдаллах ибн Сунайян вернулся в Неджд, заручившись поддержкой потомков вероучителя Мухаммада ибн Абл аль-Ваххаба и некоторых арабских племён.
В 1841 году Абдаллах ибн Сунайян поднял восстание с призывом к полному изгнанию египетских войск из Неджда. Чувствуя неустойчивость своего положения, оставшийся без военной поддержки египтян эмир Халид ибн Сауд покинул Эр-Рияд и отступил в Восточную провинцию. Абдалла ибн Сунайян, собрав достаточное количество сторонников, в конце 1841 года захватил Эр-Рияд. Египетские гарнизоны в других городах разбежались сами собой. Неджд был полностью освобождён от египетской оккупации.
Абдаллах попытался закрепиться в качестве риядского эмира, но его власть не распространялась ни на Касим, ни на Джебель-Шаммар, ни на Восточную провинцию. Абдаллах установил контроль над частью Эль-Хасы и попытался подчинить своей власти Оман, но там встретил сопротивление англичан. Абдаллах послал подарки в Мекку шерифу Мухаммеду и в Джидду турецкому наместнику Осман-паше.
Абдаллах ибн Сунайян был храбрым воином, но его методы правления были исключительно жестокими. Он повысил налоги, хотя простые недждийцы и без того жили в нищете, а недовольных часто казнил. В результате Абдаллах быстро вызвал ненависть среди подданных. Поэтому когда в 1843 году прежний эмир Фейсал ибн Турки бежал из египетского плена и объявился в Аравии, его встретили с распростёртыми объятьями. Многие сторонники Абдаллаха ибн Сунайяна перешли на сторону законного эмира. Фейсал предложил Абдаллаху добровольно отречься от трона в обмен на спокойную жизнь в Неджде, сохранность имущества и хорошее денежное содержание, но последний, даже понимая безнадёжность своего положения, отказался и заперся в цитадели Эр-Рияда. Жители столицы перешли на сторону Фейсала. Летом 1843 года Эр-Рияд пал. Абдаллах ибн Сунайян был схвачен и вскоре умер в тюрьме.